# 甲酸锰
甲酸锰是一种甲酸盐，化学式为Mn(HCOO)2，或写作Mn3(HCOO)6。它可由碳酸锰和甲酸水溶液反应得到，从溶液中可以结晶出二水合物。
MnCO3 + 2 HCOOH → Mn(HCOO)2 + H2O + CO2↑
它和4,4'-联吡啶（bpy）在DMF-水中反应，可以得到浅黄色的Mn(HCOO)2(bpy)。